# (149968) Trondal
(149968) Trondal est un astéroïde de la ceinture principale.

## Description
(149968) Trondal est un astéroïde de la ceinture principale. Il fut découvert le 11 octobre 2005 à Nogales (Arizona) par l'observatoire Tenagra II. Il présente une orbite caractérisée par un demi-grand axe de 2,69 UA, une excentricité de 0,02 et une inclinaison de 2,7° par rapport à l'écliptique.

## Compléments